# Алаканский субдиалект
Алаканский субдиалект (кат. valencià alacantí) — субдиалект валенсийского диалекта каталанского языка. Входит в группу западных диалектов каталанского языка. Распространён в так. наз. Южном регионе Валенсии (кат. Comarques del Sud del País Valencià, приблизительно соответствует провинции Аликанте), за исключением комарки Марина-Баха, в муниципалитете Торремансанас и частично в комарке Ойя-де-Алькой. Говор изобилует испанизмами и архаизмами

## Ключевые особенности
- Как и в южноваленсийском говоре, определённый артикль как мужского, так и женского рода принимает форму es перед существительным, которое начинается с согласной: es bous — «быки», es vaques — «коровы»; перед существительными, начинающимися с гласной, артикль сохраняет свою обычную литературную форму: els alacantins — «мужчины — жители Алакана», les alacantines — «женщины — жительницы Алакана»;
- Литературное произношение буквосочетания -ix- (без [j]): caixa → ['kaʃa];
- Переход дифтонга [ɔw] в [aw]: bou → [baw] — «бык», ou → [aw] — «яйцо», pou → [paw] — «колодец»;
- Исчезновение интервокального -d- в суффиксе -uda: grenyuda → grenyua, vençuda → vençua. Аналогичный процесс в некоторых других словах: roda → roa, cadira → caira «стул», poder → poer. В комарке Бах-Виналопо интервокальное -d- исчезает во всех словах;
- Частое употребление указательного местоимения aquí — «здесь, около» — вместо нормативного ací; вместо нормативного açò употребляется региональная форма astò;
- Конечное -r не произносится;
- Большое количество заимствований из испанского языка (большее, чем в других говорах): llimpiar вместо netejar — «убирать», sacar вместо traure — «вытягивать», assul вместо blau — «синий», niebla вместо boira — «туман», mueble вместо moble — «мебель». Несмотря на это, в долине реки Виналопокат. (включает муниципалитеты Эльче, Кревильенте, Гвардамар-дель-Сегура и Санта-Пола) сохранились слова abans, ans и denans, которые в других говорах валенсийского диалекта заменены заимствованным из испанского antes;
- Как и в североваленсийском говоре, фиксируется палатализация группы tz: setze ['sedze] → ['seddʒe];
- Как в южноваленсийском говоре, фиксируется изменение произношения гласных в зависимости от предыдущей гласной, так называемый сингармонизм. Параллельно существуют два типа сингармонизма, когда конечное -a начинает читаться по-разному:
  - читается как [-ɛ] или [-ɔ], если в предыдущем слоге есть соответственно [ɛ] или [ɔ]: dona → ['dɔ•nɔ], terra → ['tɛ•rɛ];
  - читается как [-ɛ], если в предыдущем слоге есть [ɛ] (наличие [-ɔ] не влияет на изменение фонемы): dona → ['dɔ•na], terra → ['tɛ•rɛ]